# NGC 4603
NGC 4603 ist eine Spiralgalaxie vom Hubble-Typ Sc im Sternbild Zentaur am Südsternhimmel. Sie ist schätzungsweise 108 Millionen Lichtjahre von der Milchstraße entfernt und hat einen Durchmesser von etwa 110.000 Lichtjahren. 
Die Galaxie ist Mitglied des Centaurus-Galaxienhaufens. Die lokale Gruppe, zu der auch unsere Milchstraße gehört, nähert sich diesem Galaxienhaufen mit einer Geschwindigkeit von etwa 1,5 Millionen Kilometer pro Stunde, angezogen von dessen Gravitation.

Im selben Himmelsareal befinden sich u. a. die Galaxien NGC 4601, NGC 4616, NGC 4622, NGC 4650.
Die Typ-II-Supernova SN 2008cn wurde hier beobachtet.
Das Objekt wurde am 8. Juni 1834 von dem britischen Astronomen John Herschel entdeckt.

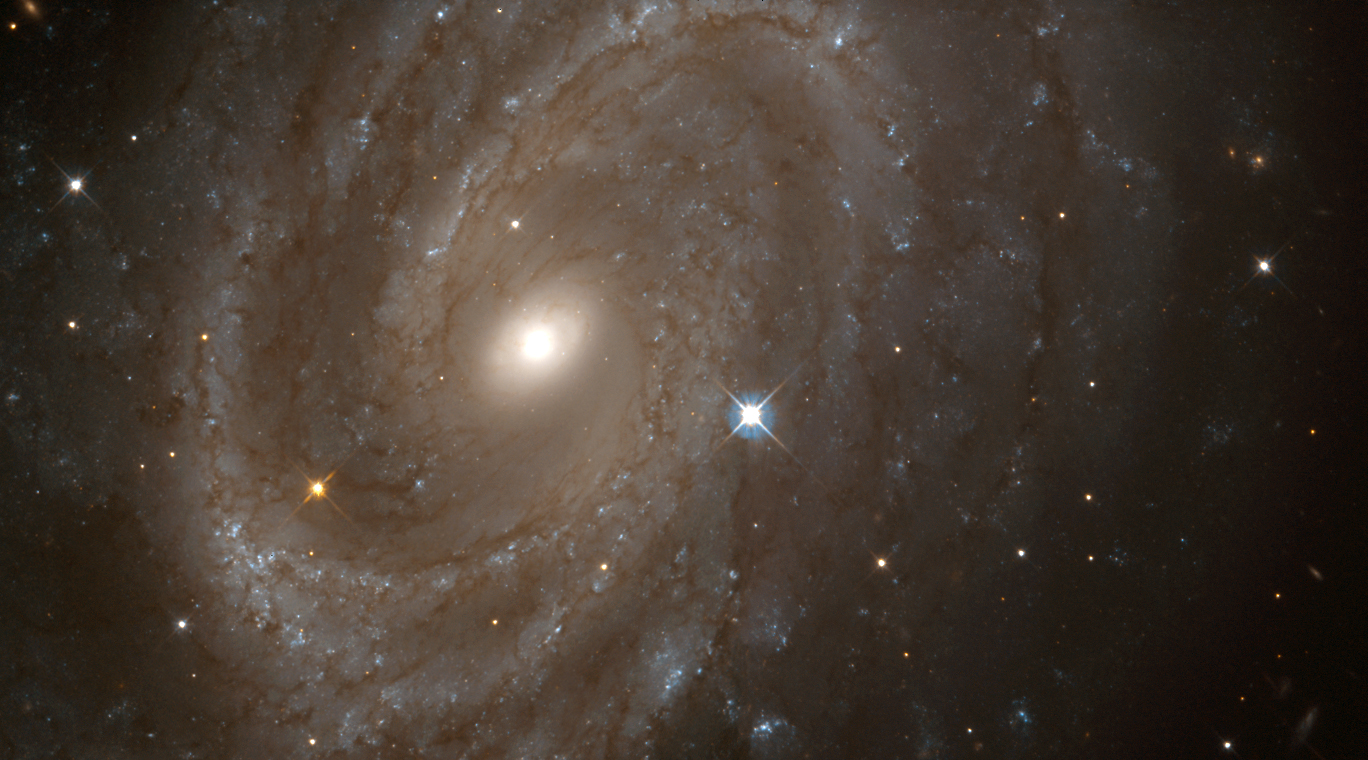
Hubble-Weltraumteleskop